# Aminopeptidaza S
Aminopeptidaza S (EC 3.4.11.24, Mername-AA022 peptidaza, SGAP, aminopeptidaza (Streptomyces griseus), Streptomyces griseus aminopeptidaza, S. griseus AP, dvostruka-cinkova aminopeptidaza) je enzim sa sistematskim imenom '. Ovaj enzim katalizuje sledeću hemijsku reakciju
Oslobađanje N-terminalne aminokiseline sa preferencijom za velike hidrofobne amino-terminuske ostatke
Aminopeptidaze imaju mnoštovo bioloških funkcija, uključujući maturaciju proteina, proteinsku degradaciju, kontrolu ćelijskog ciklusa i regulaciju hormonskih nivoa.

## Literatura
- Nicholas C. Price; Lewis Stevens (1999). Fundamentals of Enzymology: The Cell and Molecular Biology of Catalytic Proteins (Third изд.). USA: Oxford University Press. ISBN 019850229X.
- Eric J. Toone (2006). Advances in Enzymology and Related Areas of Molecular Biology, Protein Evolution (Volume 75 изд.). Wiley-Interscience. ISBN 0471205036.
- Branden C; Tooze J. Introduction to Protein Structure. New York, NY: Garland Publishing. ISBN 0-8153-2305-0.
- Irwin H. Segel. Enzyme Kinetics: Behavior and Analysis of Rapid Equilibrium and Steady-State Enzyme Systems (Book 44 изд.). Wiley Classics Library. ISBN 0471303097.

## Spoljašnje veze
- Aminopeptidase+S на 